# Kỹ thuật Vịnh Xuân quyền

## Đặc điểm
Bàn về hệ thống kỹ thuật của Vịnh Xuân quyền, trên sự quan sát bề nổi của nhiều người, đó là cảm nhận về một hệ thống khá đơn giản với vài ba bài quyền, một bài côn, một bài đao và một bài mộc nhân thung. Thật hiếm có một võ phái nào khác chỉ dựa trên nền tảng một vài bài quyền và bài binh khí như vậy. Tuy nhiên, Vịnh Xuân quyền không nhấn mạnh vào tính hình thức và do đó rất khó khăn để trở thành một hệ thống để biểu diễn. Các bài quyền không phản ánh tính chất quy ước cho các chiêu thức, phân thế cụ thể từng chiêu tấn công hay phòng thủ (chẳng hạn như một số võ phái dạy đòn thế theo kiểu khi đối phương đấm thì ta đỡ thế nào và phản công ra sao), mà là những nguyên lý tấn công và phòng thủ rất cần sự sáng tạo của môn sinh khi ứng dụng thực chiến.
Theo những võ sư Vịnh Xuân lão luyện, yếu lĩnh tự nhiên tính được đề cao hàng đầu, vì vậy những người cố gắng theo đuổi vẻ đe dọa bên ngoài của động tác sẽ không bao giờ phát triển được trong môn võ này. Kỹ thuật các dòng Vịnh Xuân quyền trên thế giới cho thấy tính chất "đại đồng tiểu dị" với những điểm giống nhau là căn bản, bao gồm trong nó những nguyên lý xuyên suốt khi luyện tập các bài quyền; khái niệm "xả kỷ tòng nhân" (quên mình theo người), "thính kình" (nghe lực), "tâm ứng thủ" (khi đầu óc nghĩ đến một đòn đánh là chân tay thực hiện thành công); hệ thống đòn chân không có đá xoay người hay đá bay; hệ thống thủ pháp nhu nhuyễn nhưng nhanh và mạnh như roi quất; tấn pháp kiềm dương mã tự, xước mã (đạp bộ); công phu niêm thủ, niêm cước, trao đổi thân, niêm côn và đao; và các bài luyện tập trên mộc nhân trang.

## Nội dung kỹ thuật
Kỹ thuật Vịnh Xuân quyền theo như nhiều tài liệu (xem tài liệu tham khảo chính phía dưới) từ tỉnh Phúc Kiến và Quảng Đông có rất nhiều lưu phái với những hệ thống kỹ thuật và bài quyền phong phú và khác nhau.
Tuy nhiên, hiện nay các chi lưu Vịnh Xuân quyền tại huyện Vĩnh Xuân tỉnh Phúc Kiến, Phật Sơn và Quảng Châu ở Quảng Đông, Hong Kong thì hệ thống bài quyền còn lưu truyền lại được công nhận là nội dung cốt lõi trong hệ quyền pháp là 4 bài: Tiểu Niệm Đầu, Tầm Kiều, Tiêu Chỉ, và Mộc Nhân Trang Quyền Pháp.
Về binh khí, các chi lưu Vịnh Xuân tại Phúc Kiến, Quảng Đông hiện nay công nhận còn lại 2 bài cốt lõi là: Lục Điểm Bán Côn và Bát Trảm Đao (Song Tô).
Có tài liệu còn nói rằng Tiểu Niệm Đầu là huấn luyện kỹ thuật phòng thân tự vệ, Đại Niệm Đầu (?) là huấn luyện chiến đấu cho tinh thần Phản Thanh Phục Minh.
Vịnh Xuân Việt Nam theo dòng Nguyễn Tế Công còn có Ngũ Hình quyền (Long, Hổ, Báo, Xà, Hạc) và các bài tập phương pháp Khí công Trung Hoa.
Kỹ thuật Vịnh Xuân quyền thường được tóm lược trong Vịnh Xuân Yếu Lĩnh:
- Triền 缠 (quấn)
- Thiểm 閃 (tránh, né)
- Xuyên 穿 (xiên qua, luồn qua)
- Tải 載 (dẫn lái)

và 10 Kiều Thủ tóm lược như sau:
- Khuyên 圈 (xoay tròn)
- Than 攤 (tản ra)
- Bàng 膀 (tạt qua bên)
- Chẩm 枕 (gối đè lên)
- Khấu 扣 (giằng chặt)
- Phục 伏 (nằm lên)
- Phao 拋 (quăng, ném)
- Khiêu 挑 (dẫn dụ)
- Liêu 撩 (nâng lên, vén lên)
- Xuyên 穿 (xiên qua, luồn qua)

Ngoài ra thủ pháp tấn công chủ yếu trong Kiều thủ là: tam xung chùy còn gọi là đấm tam tinh (đấm nhồi liên tiếp ba cái Nhật tự quyền), Phê trửu (tát chỏ), Quải trửu (cắm chỏ), Sạn thủ, Sát Cảnh thủ, Vấn thủ, Phan Cảnh thủ được sử dụng trong lối đánh áp sát (người Trung Hoa gọi là Bích Đả) hay Cận chiến (đánh tầm gần), Nhập Nội.
Trong Thủ pháp của Vịnh Xuân quyền, có phương pháp luyện nghe lực tay đối phương gọi là Phép Thính Kình hay còn gọi là Phép Du Đẩy hỗ trợ trong phép Niêm Thủ (còn gọi là Li Thủ) là một phương pháp phát triển hiệu quả tối đa của hệ thống Kiều thủ Vịnh Xuân quyền khác với hệ thống Kiều thủ trong Hồng Gia quyền và Bạch Mi quyền.
Về Cước pháp, Thoái pháp thì chủ yếu dùng Trực Đăng Thoái, Trắc Sanh Thoái, Tảo Thoái,... khi lâm trận dùng để phá mã (đá gãy chân đối phương)